# Anthoboscus oculatus
Anthoboscus oculatus là một loài bọ cánh cứng trong họ Cerambycidae.